# Madonna col Bambino in trono tra i santi Giovanni Battista e Sebastiano
La Madonna col Bambino in trono tra i santi Giovanni Battista e Sebastiano è un dipinto a olio su tavola (178x164 cm) di Pietro Perugino, firmata e datata al 1493 (la data è sul basamento del trono) e conservata nella Galleria degli Uffizi a Firenze.

## Storia
L'opera venne dipinta su commissione di Cornelia Salviati, vedova del mercante fiorentino Giovanni Martini, e di suo figlio Roberto, per la cappella nella chiesa del convento di San Domenico a Fiesole, che era stata forse fatta ristrutturare a Giuliano da Sangallo pochi anni avanti. Nel 1493 Perugino aveva anche sposato Chiara Fancelli, figlia dell'architetto Luca Fancelli: il ritratto della donna, dalla bocca stretta e il mento affilato, compare nell'effigie della Madonna.
Nel 1786 venne acquistata dal Granduca Pietro Leopoldo per mille scudi, entrando così nelle Regie Gallerie, poi Uffizi. La cappella venne allora decorata da un dipinto di Lorenzo di Credi, mentre nel XX secolo fu fatta una copia della Madonna di Perugino da Garibaldo Ceccarelli, che ancora oggi si trova nella chiesa.
Il restauro del 1995 ha recuperato gli accordi cromatici originari, con una migliore lettura dei dettagli più minuti, come le venature della pietra sul pilastro di destra.

## Descrizione e stile
La scena è impostata secondo uno schema pacato e piacevole, ordinato dalle regole della simmetria. Essa si svolge sotto un portico, con archi a tutto sesto su pilastri dotati di capitelli molto sporgenti, che a partire dagli ultimi due decenni del XV secolo divenne frequente nella produzione del Perugino, riscontrabile ad esempio nella Pala di Fano, nel Polittico Albani-Torlonia, nell'Apparizione della Vergine a san Bernardo e nella Pietà. In questo caso il portico si limita a due campate di profondità, ma la struttura architettonica, solenne ma semplice, è identica e serve per dirigere lo sguardo dello spettatore in profondità, con l'ariosa apertura paesistica dello sfondo in cui colline prive di asperità sono punteggiate da esili alberelli e sfumano in lontananza verso l'orizzonte.
Su un alto trono decorato da volute e grottesche alla base (dove si legge la firma PETRVS PERVSINVS PINXIT AN[NO MCCCCLXXXXIII), Maria sta seduta col Bambino sulle ginocchia, il quale guarda verso san Giovanni Battista a sinistra, che a sua volta, con un gesto tipico della sua iconografia, lo ri-indica allo spettatore. A destra si trova poi san Sebastiano raffigurato durante il martirio mentre seminudo, con un elegante perizoma a righe spesso presente nei dipinti della fine del Quattrocento, si offre alla crivellatura delle frecce con uno sguardo paziente e malinconico che guarda verso il cielo: questa stessa posa si trova in numerose altre opere del Perugino dedicate al santo, oggi sparse in vari musei. Il pilastro screziato dietro di lui è forse evidenziato per rimarcare l'idea della colonna del suo martirio (Antonio Natali, 1995).
La composizione rappresentò uno dei primi esempi a Firenze del nuovo stile di sacra conversazione, elaborato pochi anni prima a Venezia da Antonello da Messina e Giovanni Bellini, con uno sviluppo piramidale imperniato sulla figura centrale della Vergine su un alto trono. Inoltre in questa pala si inizia ad assistere alla trasformazione dell'effigie mariana usata dal pittore, che trasformò nella sua produzione matura l'elegante e raffinata giovinetta in una donna più matura, semplice e severa, in linea con il clima spirituale savonaroliano. Ne sono altri esempi la Madonna del Kunsthistorisches Museum, quella di Francoforte e quella del Louvre.
La luce proviene da destra, adeguandosi alla reale situazione luminosa della cappella originaria, e fa proiettare sul terreno lunghe ombre scure. I colori sono brillanti ma sfumati dolcemente, in modo da creare una forte plasticità dei corpi e un'intonazione armoniosa dell'insieme. Le figure in primo piano hanno qui un ruolo prioritario rispetto agli altri elementi della composizione, come divenne frequente nelle opere successive dell'artista. L'architettura è infatti in funzione del loro complemento ed esse infatti appaiono immobili e assorte in contemplazione.